# Paróquia Nossa Senhora Aparecida dos Ferroviários
A Paróquia Nossa Senhora Aparecida dos Ferroviários é uma circunscrição eclesiástica da Igreja Católica na cidade de São Paulo, Brasil. Está localizada na esquina da rua Doutor Almeida Lima com a rua Visconde de Parnaíba, nos fundos das antigas Oficinas do Norte, hoje Oficina Roosevelt da Companhia Paulista de Trens Metropolitanos (CPTM). Fica próxima ao Museu da Imigração e à Estação Brás do metrô e trem.